# Centre Obert

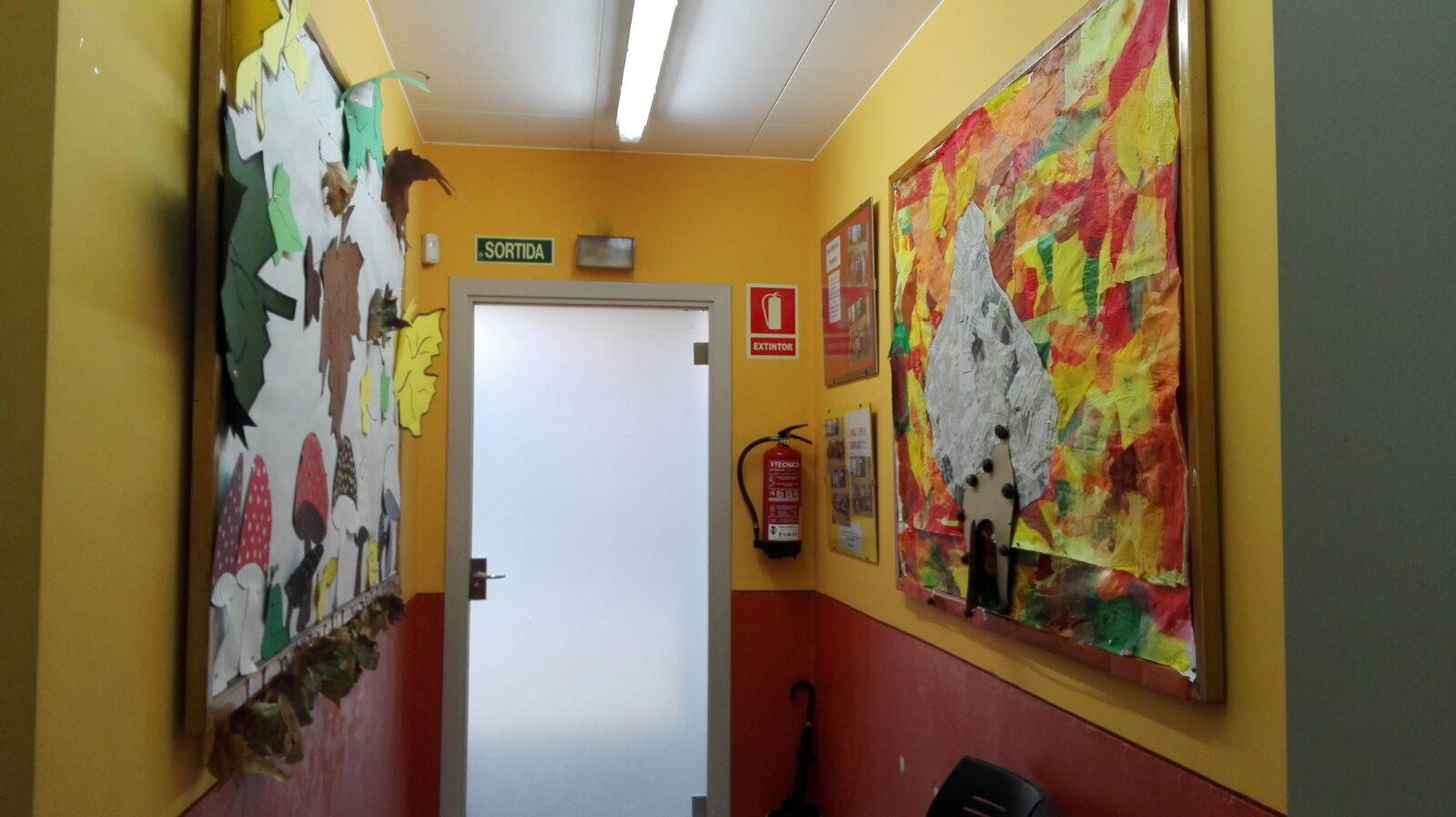
Entrada centre obert Tripijoc, Manlleu.

Els centres oberts són uns serveis diürns, que realitzen una tasca preventiva fora de l'horari escolar, d'atenció a la infància i adolescència i a les seves famílies, que realitzen una tasca educativa i preventiva. Parteix de l'educació social especialitzada durant el temps lliure dels nois/es, i l'educació que es dona és l'anomenada educació no formal. L'educació no formal s'ha tornat cada vegada més important en les últimes dècades, atès que compren uns objectius molt amplis i diversos.
Aquests centres assumeixen una funció educativa, facilitant als menors aprenentatges bàsics i experiències socialitzadores. Cal dir que tenen un gran impacte en la societat, ja que són promoguts per entitats bastant conegudes, com per exemple, La Caixa que promou el pla: ''Proinfancia La Caixa'', aquest programa compta amb més de 400 entitats socials que ajuden a fer-lo possible i per evitar el desamparament de les famílies.
Els Centres Oberts es constitueixen, doncs, com a espais d'educació social que atenen especialment persones, col·lectius i territoris en entorns d'exclusió social i que per la seva metodologia d'intervenció convé distingir-los de la de centres infantils i ludoteques que treballen específicament des del camp de l'educació en el temps lliure.
Les funcions i activitats que s'assumeixen i desenvolupen depenen de les necessitats específiques de cada usuari, per exemple, limitacions físiques, problemes higiènics, alimentaris o de conducta que la família desconeix o simplement descuida.
El seu origen es troba a la segona meitat dels anys 70 per iniciativa privada, segons recullen Biosca I Cases. A Catalunya el primer centre obert és el de Joan Salvador Gavina a Barcelona.
Així doncs, donem per entès que els Centres Oberts formen part del sistema de Serveis Socials d'Atenció Primària (SSAP), i per tant, formen part de l’administració local. Poden ser de gestió directa per part d'aquesta, o a través d'iniciatives socials.

## Origen/Història

### On té la base?
El primer centre obert neix a les comarques de Barcelona a la segona meitat dels anys 70 per iniciativa privada, segons recullen Biosca i Cases (1986). Ells afirmen que segons les seves dades, els primers van ser el Centre Obert Joan Salvador Gavina, de Ciutat Vella de Barcelona.
L'any 1981 una circular passa a considerar aquests centres, dins el programa de subvencions a serveis especialitzats en infància i adolescència, com a prioritaris i a promocionar-los. L'any 1982 (volum IV) a Catalunya hi ha cinc centres oberts i dues pre-tallers, sent quatre i un, respectivament, de dependència municipal. A la fi de 1983 l'Àrea de Serveis Socials de la Diputació de Barcelona signa 13 convenis amb ajuntaments, pels quals es financen 64 places d'infants i joves, deu centres oberts i pre-tallers. A finals de l'any següent ja es financen 178 places a 17 centres, 108 de les quals en 15 centres i 70 en 12 pre-tallers.
Si analitzem la definició que es feia en l'any 1985 de centres oberts i la que recull el decret de 1994, observarem que han canviat algunes coses.
El 1985 els centres estaven dirigits a població amb dificultats familiars greus, de 6 a 16 anys. El 1994 atenen infants i adolescents fins als 18, prioritàriament aquells que estan en situació de risc. A més d'augmentar l'edat durant tot el període de minoria d'edat, el concepte "dificultat familiar greu" es transforma en "situació de risc", terminologia que es manté actualment.
En el decret 17/1994 aquests serveis queden definits de la següent manera: són serveis diürns que realitzen una funció preventiva, fora de l'horari escolar, que donen suport, estimulen i potencien l'estructuració i el desenvolupament de la personalitat, la socialització i l'adquisició d'aprenentatges bàsics i d'esbarjo, i compensen les deficiències socioeducatives de les persones ateses.
Es fonamenta amb l'educació no formal, explicada a continuació:

### Educació no formal[4]
Aquesta engloba tot l'aprenentatge que es realitza a fora de l'estructura el sistema formal i normalment no condueix a una certificació. Aquesta educació està organitzada i planificada, s'imparteix en centres específics o de manera online.
Les finalitats de l'educació no formal estan integrades a altres finalitats i objectius no educatius. També cal dir que poden ser completament de l'educació formal. Generalment són pràctiques voluntàries i destinades a qualsevol edat, origen o interessos. No acaba amb l'entrega d'una certificació i també hi ha sistemes individualitzats i col·lectius, uns que són presencials i d'altres que són a distància.
Els objectius són la creació de programes educatius que afavoreixin actituds, valors, competències socials, ... Crear programes que ampliïn les oportunitats de treballar, millorar en l'ingrés familiar i modificació de condicions de vida. Transmetre coneixements bàsics i habilitats per la comunicació i la integració de la societat.
En principi, mitjançant l'educació no formal es pot atendre qualsevol tipus d'objectiu educatiu (cognitiu, afectiu, psicomotor, ...)
Les funcions educatives que abarca l'educació no formal van des de nombrosos aspectes de l'educació permanent, a tasques de complementació de l'escola. Funcions relacionades amb l'educació formal: Les ofertes d'activitats i recursos dissenyats per l'escola que procedeix d'una sol·licitud fora al sistema formal, fins programes no formals d'alfabetització d'adults. Funcions relacionades amb el treball: formació ocupacional, sindical, etc. Funcions relacionades amb l'oci i la formació cultural: activitats d'educació artística, decortica, animació cultural, etc. Funcions relacionades amb la vida quotidiana i social: programes de formació sanitària, formació de pares, cursos d'economia domestica, etc.
Els continguts són molt diversos, tot i que hi ha certs trets que cal destacar, que podrien ser més propis de l'educació no formal. Els programes no formals faciliten la selecció i adaptació dels continguts als territoris on s'han de desenvolupar.
També agafen continguts presents en la cultura que en l'educació formal generalment oblida o rebutja, ajudant així a facilitar la pràctica i no tanta teoria com se sol fer a l'escola convencional.

### Diferents definicions
Un Centre Obert és un servei d'atenció a la infància i a l'adolescència i les seves famílies, que fa una tasca educativa i preventiva des del vessant de l'educació social especialitzada durant el temps lliure dels infants i adolescents. Amb aquesta acció educativa i preventiva s'intervé en els processos personals de manera integral. (FEDAIA: Definició de Centre Obert amb criteris de qualitat)
Els Centres Oberts són serveis diürns, emmarcats, per llei, dins de la Xarxa de Serveis Socials d'Atenció Primària, de manera que són competència de l'administració local, que els pot gestionar directament o bé a través de la iniciativa social. Aquests centres realitzen una tasca socioeducativa, durant el temps lliure de els nens, adolescents i joves, donant suport, estimulant i potenciant l'estructuració i el desenvolupament de la personalitat i la socialització, l'adquisició d'aprenentatges bàsics i d'esbarjo i compensant les mancances socials de les persones ateses.
El Centre Obert és un servei o establiment diürn d'acció socioeducativa, que pertany per llei a la Xarxa de Serveis Socials Bàsics, i està ubicat en l'entorn o context habitual de l'infant, adolescent o jove. Té com a prioritat l'atenció a la infància i adolescència en risc social i contempla la detecció, la prevenció, la normalització i la integració dels i les beneficiaris/es.
Per tant, l'objectiu general és promoure la inserció social a través de la millora de les capacitats, habilitats i competències (socials, personals, educatives, formatives, emocionals) de les famílies minimitzant les dificultats o mancances a fi d'aconseguir l'autonomia.
Servei diürn que duu a terme una tasca preventiva, fora de l'horari escolar; que dona suport, estimula i potencia l'estructuració i el desenvolupament de la personalitat, la socialització i l'adquisició d'aprenentatges bàsics i d'esbarjo.
Hi ha dos projectes diferenciats per franges d'edat: El Setrill (3-12 anys) i Barri Jove (12-16 anys). Es treballa a partir de diferents programes educatius: reforç escolar, tutories, ludoteca, jocs i esports, animació a la lectura, coneixements del medi, suport a les famílies, etc. Per accedir-hi cal estar empadronat al municipi i sol·licitar una entrevista amb l'educador o educadora dels Serveis Socials d'Atenció Primària.

## Plantejament educatiu[calcitació]

### Objectius i finalitats
L'educació no formal engloba tres objectius d'aprenentatge: cognoscitiu, afectiu i psicomotor. Es poden trobar medis dirigits fonamentalment a l'assimilació de coneixements i habilitats de tipus intel·lectual, formació d'actituds i també adquisició de capacitats de tipus psicomotriu. Els objectius solen ser més específics i delimitats que els de l'educació formal, perquè s'han d'adaptar a cada medi i a cada context.
Es pot dir que els medis no formals estan generalment orientats a produir efectes a curt termini, ja que es parla de satisfer unes necessitats immediates i pròximes.
Dintre de les funcions educatives trobem: l'alfabetització de joves, extensió cultural, educació per al temps lliure i animació sociocultural, educació ambiental, formació cívica i social,...
Es pot dir que el treball dels centres oberts és un tipus de reforç que mitjançant l'educació no formal, ajuda a infants, adolescents i famílies a mantenir una relació i compensa les manques d'aprenentatge que alguns infants o adolescents puguin tenir.

### Mètode
Un centre obert no compta amb una metodologia específica, ja que es tracta, en tot moment, d'una educació no formal (No té la rigidesa d'una escola formal, ni compta amb la teoria). El mètode, depèn en cada moment del context, dels continguts,... però sobretot, dels educands, a més a més, d'altres elements que conclouen el procés educatiu.
En general, es solen treballar tècniques grupals, dinàmiques i treball en equip, és a dir, són mètodes que impliquen haver de resoldre situacions col·lectives.
A més a més, es solen treballar tasques, hàbits,... de cada dia, ja que en comptes de treballar-se la teoria, es treballen més les habilitats de saber actuar i fer, és a dir, és més pràctic i més real.

### Educadors i professionals
Dintre d'un centre obert es poden trobar dos tipus d'educadors: els professionals i les persones no formades, que simplement són voluntaris com a prestació d'un servei social ja sigui com a docents, monitors o animadors. Ja que, cal recordar que per a l'educació no-formal, no és necessari comptar amb un títol universitari.
Hi ha professionals que tenen un grau universitari i una formació professional, psicopedagogs, mestres, etc. però també n'hi ha que fa cursos no formals per poder realitzar la funció d'educadors als centres oberts.

### Educands
Les persones que reben aquest servei pertanyen al grup de :
A infants i adolescents d'entre 4 i 18 anys amb problemàtiques que repercuteixen en el seu desenvolupament integral.
Famílies en situació de risc social conegudes pel Servei Bàsic d'Atenció Social municipal que tinguin infants i joves entre 4 i 18 anys, i que necessitin i acceptin una intervenció socioeducativa intensa i continua per a la millora de la seva realitat personal, familiar i social.

## Centres oberts a Catalunya
Hi ha diferents centres oberts a la comunitat autònoma de Catalunya, dels quals els més importants romanen a les 4 capitals de província :

### Tarragona
- COI Tarragona Centre (Part Alta – Part Baixa)
- COI Torreforta
- COI Camp Clar
- COI Bonavista
- COI Sant Salvador
- COI Sant Pere i Sant Pau
- COI La Canonja (Entitat Local Menor que s'ha acollit al Programa de municipis de menys de 20.000 habitants)
- Centre Obert Fundació Mn. Bara (Reus)

### Barcelona
- COI Compartir
- COI Estel d'Assis
- Associació Ubuntu - C.O. Ubuntu
- Càritas Diocesana de Barcelona - CO Glamparetes
- Càritas Diocesana de Barcelona - CO Torre Baró
- Càritas Diocesana de Barcelona - Llops del Taga
- Casal dels Infants per l'acció social als barris - CO Casal dels Infants (Ciutat Vella i Besòs)
- Fundació Mans a les Mans - CO Submarí
- Esplai Esquitx - CO L'Esquitx
- Fundació Adsis - CO Adsis-Carmel
- Fundació CO Joan Salvador Gavina
- Fundació Privada Catalana Comtal - CO Tria
- Fundació Privada Centre Educatiu i de Lleure - CO Cel
- Fundació Privada Pare Manel - CO Grup Muntanyès
- Fundació Pere Tarrés - Centre Socioeducatiu Poblenou
- Fundació Pere Tarrés - Centre Socioeducatiu Poble-sec
- Fundació Privada Trinijove - COI Neus Puig
- Fundació Privada Viarany - COI Eixample
- Fundació Social Raval - COI El Campanar
- Institut de Treball Social (INTRESS) - CO Ció Barjau
- Salesians St. Jordi - COI Ciutat Meridiana (Centre Cruïlla)
- Salesians St. Jordi (Parròquia St. Joan Bosco) - COI Don Bosco
- Salesians St. Jordi - COI Martí Codolar
- COI Sant Martí
- COI Sants-Les Corts

### Lleida
- Centre Obert Municipal Companyia
- Centre Obert Municipal Remolins
- Centre Obert Municipal Pas a Pas
- Centre Obert Calidoscopi
- Centre Obert Pare Palau
- Centre Obert El Mercat
- Centre Obert Trampolí

### Girona
- Centre Obert Taialà
- Centre Obert Sant Narcís
- Centre Obert Palau - Montilivi
- Centre Obert Pont Major